# Justin Francis Rigali
Justin Francis Rigali (Los Angeles, 19 april 1935) is een Amerikaans geestelijke en kardinaal van de Katholieke Kerk.
Rigali werd op 25 april 1961 priester gewijd om vervolgens canoniek recht te gaan studeren aan de Pauselijke Universiteit Gregoriana in Rome, waar hij in 1964 promoveerde. Daarna trad hij in dienst van de Engelstalige afdeling van het Staatssecretariaat van de Heilige Stoel. Van 1966 tot 1970 werkt hij op de nuntiatuur in Madagaskar. In 1967 verleende paus Paulus VI hem de eretitel van Erekapelaan. In 1970 werd hij directeur van de Engelstalige afdeling van het Staatssecretariaat en officiële tolk van de paus, die hij op verschillende buitenlandse reizen begeleidde. Van 1972 tot 1973 was hij hoogleraar aan de Pauselijke Ecclesiastische Academie, de diplomatenopleiding van de Heilige Stoel. Ook onder paus Johannes Paulus II was Rigali een van de vaste reisgezellen van de paus. Rigali was ook een van de laatste prelaten die paus Johannes Paulus I sprak, tien uur voor diens overlijden.
In 1985 werd Rigali benoemd tot titulair aartsbisschop van Volsinium en tot president van de Ecclesiastische Academie. Tot 1990 vervulde hij daarnaast verschillende functies binnen de Romeinse Curie. Zo was hij secretaris van de Congregatie voor de Bisschoppen en van het College van Kardinalen. In 1994 benoemde de paus hem tot aartsbisschop van Saint Louis (Missouri). In 2003 volgde zijn benoeming tot aartsbisschop van Philadelphia. Tijdens het consistorie van 15 juli 2003 werd Rigali kardinaal gecreëerd. Hij kreeg de Santa Prisca als titelkerk.
Rigali was een van de concelebranten bij de requiemmis voor paus Johannes Paulus II. Hij nam deel aan het Conclaaf van 2005, dat leidde tot de verkiezing van Joseph Ratzinger tot paus Benedictus XVI.
Onder paus Franciscus verloor Mgr. Rigali zijn zetel in de Congregatie voor de Bisschoppen. Deze beslissing was opmerkelijk, maar volgens sommige media lag de kardinaal onder vuur. Zo zou hij het aartsbisdom in St-Louis niet goed hebben beheerd, en achtergelaten hebben met verschillende rechtszaken.